# Jude Ciccolella
Jude Ciccolella (New York, 30 november 1947) is een Amerikaans acteur.
Ciccolella studeerde aan Temple University in de Amerikaanse stad Philadelphia, waar hij een Master of Fine Arts in theater behaalde. In de jaren 80 begon hij met acteren, aanvankelijk in kleine film- en televisieproducties. Inmiddels heeft hij in meerdere grote films gespeeld, waaronder in The Shawshank Redemption, Boys on the Side, Night Falls on Manhattan, Star Trek: Nemesis, Down With Love, Steven Spielbergs The Terminal en in de "Director's Cut" van de Marvelfilm Daredevil. In 2005 speelde hij in de filmversie van Sin City als Liebowitz.
Naast films speelt Ciccolella ook in veel Amerikaanse televisieseries. Zijn rollen variëren tot kleine rolletjes in series als Law & Order, NYPD Blue, CSI: NY en ER tot een rol die meerdere seizoenen bestrijkt in de televisieserie 24. Hij begon met zijn rol in 24 in het eerste seizoen, waar hij Mike Novick speelde, de stafchef van presidentskandidaat David Palmer. In het tweede seizoen werd zijn personage ontslagen door Palmer, maar in het vierde en vijfde seizoen was hij opnieuw te zien in de serie, dit keer als adviseur van vervangend president Charles Logan. Ciccolella zou aanvankelijk ook een belangrijkere rollen krijgen in de sitcom Everybody Hates Chris, maar hij werd vervangen door iemand anders omdat hij zou spelen in het vijfde seizoen van 24.
Begin jaren 90 had Jude Ciccolella een rolletje in de culttelevisieserie The Adventures of Pete & Pete. In 1992 speelde hij kort in de film Glengarry Glen Ross met Al Pacino en Kevin Spacey.